# Unchahar
Unchahar è una suddivisione dell'India, classificata come nagar panchayat, di 9.305 abitanti, situata nel distretto di Raebareli, nello stato federato dell'Uttar Pradesh.